# Tranzscheliella appendiculata
Tranzscheliella appendiculata är en svampart som först beskrevs av Speg., och fick sitt nu gällande namn av Lavrov 1936. Tranzscheliella appendiculata ingår i släktet Tranzscheliella och familjen Ustilaginaceae.   Inga underarter finns listade i Catalogue of Life.